# San Diego Open 1979
Il San Diego Open 1979 è stato un torneo di tennis giocato sul cemento. È stata la 2ª edizione del torneo di San Diego, che fa parte WTA Tour 1979. Si è giocato a San Diego negli USA dal 30 luglio al 5 agosto 1979.

## Campionesse

### Singolare
Tracy Austin ha battuto in finale  Martina Navrátilová con il punteggio di 6–4, 6–2

### Doppio
Rosemary Casals /  Martina Navrátilová hanno battuto in finale  Betty Ann Grubb Stuart /  Ann Kiyomura con il punteggio di 3–6, 6–4, 6–2